# Impact Wrestling Bound for Glory
Bound for Glory – cykl gal wrestlingu, produkowany przez federację Impact Wrestling (dawniej Total Nonstop Action Wrestling) od 2005 roku. Uznawany jest za najważniejszy cykl gal federacji.

## Lista gal
| Gala                   | Data                 | Miasto                      | Arena                    | Walka wieczoru | Źródło |
| ---------------------- | -------------------- | --------------------------- | ------------------------ | --- | ------ |
| Bound for Glory (2005) | 23 października 2005 | Orlando, Floryda            | Impact Zone              | Jeff Jarrett (c) vs. Rhino Singles match o NWA World Heavyweight Championship z Tito Ortizem jako sędzią specjalnym                                                                        | [ 1 ]  |
| Bound for Glory (2006) | 22 października 2006 | Plymouth Township, Michigan | Compuware Sports Arena   | Jeff Jarrett (c) vs. Sting Title vs. Career match o NWA World Heavyweight Championship z Kurtem Angle jako specjalnym enforcerem                                                           | [ 2 ]  |
| Bound for Glory (2007) | 14 października 2007 | Duluth, Georgia             | Gwinnett Center          | Kurt Angle (c) vs. Sting Singles match o TNA World Heavyweight Championship | [ 3 ]  |
| Bound for Glory IV     | 12 października 2008 | Hoffman Estates, Illinois   | Sears Centre             | Samoa Joe (c) vs. Sting Singles match o TNA World Heavyweight Championship | [ 4 ]  |
| Bound for Glory (2009) | 18 października 2009 | Irvine, Kalifornia          | Bren Events Center       | AJ Styles (c) vs. Sting Singles match o TNA World Heavyweight Championship | [ 5 ]  |
| Bound for Glory (2010) | 10 października 2010 | Daytona Beach, Floryda      | Ocean Center             | Jeff Hardy vs. Kurt Angle vs. Mr. Anderson 3-Way match o zawieszone TNA World Heavyweight Championship                                                                                     | [ 6 ]  |
| Bound for Glory (2011) | 16 października 2011 | Filadelfia, Pensylwania     | Liacouras Center         | Kurt Angle (c) vs. Bobby Roode Singles match o TNA World Heavyweight Championship | [ 7 ]  |
| Bound for Glory (2012) | 14 października 2012 | Phoenix, Arizona            | GCU Arena                | Austin Aries (c) vs. Jeff Hardy Singles match o TNA World Heavyweight Championship | [ 8 ]  |
| Bound for Glory (2013) | 20 października 2013 | San Diego, Kalifornia       | Viejas Arena             | Bully Ray (c) vs. AJ Styles No Disqualification match o TNA World Heavyweight Championship                                                                                                 | [ 9 ]  |
| Bound for Glory (2014) | 12 października 2014 | Tokio, Japonia              | Korakuen Hall            | The Great Muta i Tajiri vs. James Storm i The Great Sanada Tag Team match | [ 10 ] |
| Bound for Glory (2015) | 4 października 2015  | Concord, Karolina Północna  | Cabarrus Arena           | Ethan Carter III (c) vs. Drew Galloway vs. Matt Hardy 3-Way match o TNA World Heavyweight Championship z Jeffem Hardym jako sędzią specjalnym                                              | [ 11 ] |
| Bound for Glory (2016) | 2 października 2016  | Orlando, Floryda            | Impact Zone              | Lashley (c) vs. Ethan Carter III No Holds Barred match o TNA World Heavyweight Championship                                                                                                | [ 12 ] |
| Bound for Glory (2017) | 5 listopada 2017     | Ottawa, Ontario, Kanada     | Aberdeen Pavilion        | Eli Drake (c) vs. Johnny Impact Singles match o Impact Global Championship |        |
| Bound for Glory (2018) | 14 października 2018 | Nowy Jork, Nowy Jork        | Melrose Ballroom         | Austin Aries (c) vs. Johnny Impact Singles match o Impact World Championship |        |
| Bound for Glory (2019) | 20 października 2019 | Villa Park, Illinois        | Odeum Expo Center        | Brian Cage (c) vs. Sami Callihan No Disqualification match o Impact World Championship |        |
| Bound for Glory (2020) | 24 października 2020 | Nashville, Tennessee        | Skyway Studios           | Eric Young (c) vs. Rich Swann Singles match o Impact World Championship |        |
| Bound for Glory (2021) | 23 października 2021 | Sunrise Manor, Nevada       | Sam’s Town Live          | Josh Alexander (c) vs. Moose Singles match o Impact World Championship |        |
| Bound for Glory (2022) | 7 października 2022  | Albany, Nowy Jork           | Washington Avenue Armory | Josh Alexander (c) vs. Eddie Edwards Singles match o Impact World Championship |        |
| Bound for Glory (2023) | 21 października 2023 | Cicero, Illinois            | Cicero Stadium           | Alex Shelley (c) vs. Josh Alexander Singles match o Impact World Championship |        |
| Bound for Glory (2024) | 26 października 2024 | Detroit, Michigan           | Wayne State Fieldhouse   | The System (Brian Myers i Eddie Edwards) (c) vs. The Hardys (Matt Hardy i Jeff Hardy) vs. ABC (Ace Austin i Chris Bey) Three-way Full Metal Mayhem match o TNA World Tag Team Championship |        |

## Wyniki

### 2005
Bound for Glory (2005) – gala wrestlingu wyprodukowana przez Total Nonstop Action Wrestling (TNA). Odbyła się 23 października 2005 w Impact Zone w Orlando na Florydzie. Była to pierwsza gala z cyklu Bound for Glory oraz dziesiąte wydarzenie pay-per-view TNA w 2005 roku.
Karta wydarzenia zapowiadała dziesięć walk oraz jednego dodatkowego starcia, które odbyło się podczas poprzedzającego galę pre-showu. Gala pamiętana jest za improwizowaną wygraną w walce wieczoru Rhina, zastępującego nieobecnego z powodów zdrowotnych Kevina Nasha.
| Nr                                                                   | Wyniki | Stypulacje                                                                               | Czas  |
| -------------------------------------------------------------------- | --- | ---------------------------------------------------------------------------------------- | ----- |
| 1P                                                                   | Sonjay Dutt pokonał Alexa Shelleya, Austina Ariesa i Rodericka Stronga                                                                | 4-Way match                                                                              | 12:07 |
| 2                                                                    | Samoa Joe pokonał Jushina Ligera | Singles match                                                                            | 7:27  |
| 3                                                                    | The Diamonds in the Rough (David Young, Elix Skipper i Simon Diamond) pokonali Apolo, Shark Boya i Sonny’ego Siakiego                 | 6-Man Tag Team match                                                                     | 7:03  |
| 4                                                                    | Monty Brown pokonał Lance’a Hoyta | Singles match                                                                            | 6:29  |
| 5                                                                    | Team Canada (A-1, Bobby Roode i Eric Young) pokonali 3Live Kru (B.G. Jamesa, Konnana i Rona Killingsa)                                | 6-Man Tag Team match                                                                     | 6:08  |
| 6                                                                    | Petey Williams pokonał Chrisa Sabina i Matta Bentleya (z Traci)                                                                       | Ultimate X match o miano pretendenckie do TNA X Division Championship                    | 13:13 |
| 7                                                                    | America’s Most Wanted (Chris Harris i James Storm) (z Gail Kim) (c) pokonali The Naturals (Andy’ego Douglasa i Chase’a Stevensa)      | Tag Team match o NWA World Tag Team Championship                                         | 10:37 |
| 8                                                                    | Rhino pokonał Abyssa (z Jamesem Mitchellem), Jeffa Hardy’ego i Sabu                                                                   | Monster's Ball match                                                                     | 12:20 |
| 9                                                                    | AJ Styles (c) pokonał Christophera Danielsa (1-0)                                                                                     | 30-minutowy Iron Man match o TNA X Division Championship                                 | 30:00 |
| 10                                                                   | Rhino pokonał Abyssa, A.J. Stylesa, Jeffa Hardy’ego, Kipa Jamesa, Lance’a Hoyta, Monty’ego Browna, Rona Killingsa, Sabu i Samoa Joego | 10-Man Gauntlet match o miejsce Kevina Nasha w walce wieczoru                            | 14:12 |
| 11                                                                   | Rhino pokonał Jeffa Jarretta (z Gail Kim) (c)                                                                                         | Singles match o NWA World Heavyweight Championship z Tito Ortizem jako sędzią specjalnym | 5:30  |
| (c) – mistrz/mistrzyni przed walkąP – walka miała miejsce w pre-show | |                                                                                          |       |

### 2006
Bound for Glory (2006) – gala wrestlingu wyprodukowana przez Total Nonstop Action Wrestling (TNA). Odbyła się 22 października 2006 w Compuware Sports Arena w Plymouth w stanie Michigan. Była to druga gala z cyklu Bound for Glory oraz dziesiąte wydarzenie pay-per-view TNA w 2006 roku.
Karta wydarzenia oferowała osiem walk. Dodatkowe starcie odbyło się podczas poprzedzającego galę pre-showu.
| Nr                                                                   | Wyniki | Stypulacje                                                                                         | Czas  |
| -------------------------------------------------------------------- | --- | -------------------------------------------------------------------------------------------------- | ----- |
| 1P                                                                   | Bobby Roode (z Traci Brooks) pokonał Lance’a Hoyta | Singles match                                                                                      | 4:00  |
| 2                                                                    | Austin Starr wygrał walkę, eliminując Jaya Lethala jako ostatniego | Kevin Nash Open Invitational X Division Gauntlet Battle Royal                                      | 17:24 |
| 3                                                                    | Team 3D (Brother Ray i Brother Devon) pokonali America’s Most Wanted (Chrisa Harrisa i Jamesa Storma), The James Gang (B.G. Jamesa i Kipa Jamesa) oraz The Naturals (Chase’a Stevensa i Andy’ego Douglasa) | 4-Way Tag Team match                                                                               | 7:02  |
| 4                                                                    | Samoa Joe pokonał Abyssa (z Jamesem Mitchellem), Brothera Runta i Ravena | Monster's Ball match z Jakiem Robertsem jako sędzią specjalnym                                     | 11:51 |
| 5                                                                    | Eric Young pokonał Larry’ego Zbyszko | Loser Gets Fired match                                                                             | 3:35  |
| 6                                                                    | Chris Sabin pokonał Senshiego (c) | Singles match o TNA X Division Championship                                                        | 13:00 |
| 7                                                                    | Christian Cage pokonał Rhino | 8 Mile Street Fight                                                                                | 14:44 |
| 8                                                                    | The Latin American Xchange (Homicide i Hernandez) (z Konnanem) pokonał A.J. Stylesa i Christophera Danielsa (c)                                                                                            | Six Sides of Steel match o NWA World Tag Team Championship                                         | 14:50 |
| 9                                                                    | Sting pokonał Jeffa Jarretta (c) | Title vs. Carrer match o NWA World Heavyweight Championship z Kurtem Anglem jako sędzią specjalnym | 15:11 |
| (c) – mistrz/mistrzyni przed walkąP – walka miała miejsce w pre-show | | |       |

### 2007
Bound for Glory (2007) – gala wrestlingu wyprodukowana przez Total Nonstop Action Wrestling (TNA). Odbyła się 14 października 2007 w Gwinnett Center w Duluth w stanie Georgia. Była to trzecia gala z cyklu Bound for Glory oraz dziesiąte wydarzenie pay-per-view TNA w 2007 roku.
W karcie wydarzenia znalazło się dziewięć walk.
| Nr                                 | Wyniki | Stypulacje                                                                         | Czas  |
| ---------------------------------- | --- | ---------------------------------------------------------------------------------- | ----- |
| 1                                  | The Latin American Xchange (Homicide i Hernandez) pokonali Triple X (Senshiego i Elixa Skippera) | Tag Team Ultimate X match o miano pretendenckie do TNA World Tag Team Championship | 11:59 |
| 2                                  | Eric Young pokonał Roberta Roode’a, Jamesa Storma, B.G. Jamesa, Kipa Jamesa, Lance’a Hoyta, Jimmy’ego Rave’a, Chrisa Harrisa, Chrisa Sabina, Alexa Shelleya, Kaza, Peteya Williamsa, Juniora Fatu, Havoka, Shark Boya i Sonjaya Dutta | Fight for the Right Reverse Battle Royal                                           | 11:51 |
| 3                                  | AJ Styles i Tomko pokonali Team Pacman (Rona Killingsa i Consequences Creeda) (c) (z Adamem Jonesem) | Tag Team match o TNA World Tag Team Championship                                   | 8:48  |
| 4                                  | Jay Lethal (c) pokonał Christophera Danielsa | Singles match o TNA X Division Championship                                        | 11:02 |
| 5                                  | The Steiner Brothers (Rick Steiner i Scott Steiner) pokonali Team 3D (Brother Ray i Brother Devon) | 2-Out-Of-3 Falls Tables match                                                      | 12:43 |
| 6                                  | Gail Kim wygrała walkę, eliminując Roxxi Laveaux jako ostatnią | Gauntlet for the Gold o TNA Women’s Knockout Championship                          | 12:12 |
| 7                                  | Samoa Joe pokonał Christiana Cage’a | Singles match z Mattem Morganem jako specjalnym enforcerem                         | 15:48 |
| 8                                  | Abyss pokonał Ravena, Rhino i Black Reigna | Monster's Ball match                                                               | 9:07  |
| 9                                  | Sting pokonał Kurta Angle’a (c) | Singles match o TNA World Heavyweight Championship                                 | 18:20 |
| (c) – mistrz/mistrzyni przed walką | |                                                                                    |       |

### IV
Bound for Glory IV – gala wrestlingu wyprodukowana przez Total Nonstop Action Wrestling (TNA). Odbyła się 12 października 2008 w Sears Centre w Hoffman Estates w stanie Illinois. Była to czwarta gala z cyklu Bound for Glory oraz dziesiąte wydarzenie pay-per-view TNA w 2008 roku.
W karcie wydarzenia znalazło się osiem walk. Jedno dodatkowe starcie odbyło się przed galą.
| Nr                                                                   | Wyniki | Stypulacje | Czas  |
| -------------------------------------------------------------------- | --- | --- | ----- |
| 1P                                                                   | Eric Young i Sojournor Bolt pokonali Lance’a Rocka i Christy Hemme | Intergender Tag Team match                                                                                           | –     |
| 2                                                                    | Jay Lethal pokonał Alexa Shelleya, Chrisa Sabina, Curry Mana, Jimmy’ego Rave’a, Johnny’ego Devine'a, Peteya Williamsa, Shark Boya, Sonjaya Dutta i Super Erika                                              | Steel Asylum o miano pretendenckie do TNA X Division Championship                                                    | 12:07 |
| 3                                                                    | ODB, Rhaka Khan i Rhino pokonali The Beautiful People (Angelinę Love, Cute Kipa i Velvet Sky) | 6-Person Intergender Tag Team Bimbo Brawl z Traci Brooks jako sędzią specjalną                                       | 6:15  |
| 4                                                                    | Sheik Abdul Bashir (c) pokonał Consequences Creeda | Singles match o TNA X Division Championship                                                                          | 9:18  |
| 5                                                                    | Taylor Wilde (c) pokonała Awesome Kong (z Raishą Saeed) i Roxxi | 3-Way match o TNA Women’s Championship                                                                               | 5:11  |
| 6                                                                    | Beer Money, Inc. (James Storm i Robert Roode) (z Jacqueline Moore) (c) pokonali Abyssa i Matta Morgana, The Latin American Xchange (Hernandeza i Homicide'a) oraz Team 3D (Brothera Devona i Brothera Raya) | 4-Way Tag Team Monster's Ball match o TNA World Tag Team Championship ze Steve’em McMichaelem jako sędzią specjalnym | 20:20 |
| 7                                                                    | Booker T (z Sharmell) pokonał A.J. Stylesa i Christiana Cage’a | 3-Way War | 13:05 |
| 8                                                                    | Jeff Jarrett pokonał Kurta Angle’a | Singles match z Mickiem Foleyem jako specjalnym enforcerem                                                           | 20:07 |
| 9                                                                    | Sting pokonał Samoa Joego (c) | Singles match o TNA World Heavyweight Championship                                                                   | 16:54 |
| (c) – mistrz/mistrzyni przed walkąP – walka miała miejsce w pre-show | | |       |

### 2009
Bound for Glory (2009) – gala wrestlingu wyprodukowana przez Total Nonstop Action Wrestling (TNA). Odbyła się 18 października 2009 w Bren Events Center w Irvine w Kalifornii. Była to piąta gala z cyklu Bound for Glory oraz dziesiąte wydarzenie pay-per-view TNA w 2009 roku.
Karta wydarzenia oferowała dziewięć walk. Jedno dodatkowe starcie odbyło się podczas poprzedzającego galę pre-showu.
| Nr                                                                   | Wyniki | Stypulacje | Czas  |
| -------------------------------------------------------------------- | --- | --- | ----- |
| 1P                                                                   | The Motor City Machine Guns (Alex Shelley i Chris Sabin) pokonali Lethal Consequences (Consequences Creeda i Jaya Lethala) | Tag Team match o miejsce w Ultimate X matchu                                                                                   | 5:51  |
| 2                                                                    | Amazing Red (c) (z Donem Westem) pokonał Suicide'a, Danielsa, Homicide'a, Chrisa Sabina i Alexa Shelleya | Ultimate X match o TNA X Division Championship                                                                                 | 15:17 |
| 3                                                                    | Sarita i Taylor Wilde (c) pokonały The Beautiful People (Madison Rayne i Velvet Sky) | Tag Team match o TNA Knockouts Tag Team Championship                                                                           | 2:58  |
| 4                                                                    | Eric Young pokonał Kevina Nasha (c) i Hernandez | 3-Way match o TNA Legends Championship                                                                                         | 8:50  |
| 5                                                                    | The British Invasion (Brutus Magnus i Doug Williams) (poprzedni mistrzowie IWGP i nowi mistrzowie TNA) oraz Team 3D (Brother Devon i Brother Ray) (nowi mistrzowie IWGP) pokonali The Main Event Mafię (Bookera T i Scotta Steinera) (poprzedni mistrzowie TNA) oraz Beer Money, Inc. (Jamesa Storma i Roberta Roode’a) | Full Metal Mayhem match o TNA World Tag Team Championship i IWGP Tag Team Championship                                         | 17:13 |
| 6                                                                    | ODB (c) pokonała Awesome Kong (z Raishą Saeed) i Tarą | 3-Way match o TNA Women’s Knockout Championship                                                                                | 7:29  |
| 7                                                                    | Bobby Lashley pokonał Samoa Joego | Submission match | 8:07  |
| 8                                                                    | Abyss pokonał Micka Foleya | Monster's Ball match z Dr. Steviem jako sędzią specjalnym W wypadku użycia pinezek przez Abyssa, zostałby on zdyskwalifikowany | 11:03 |
| 9                                                                    | Kurt Angle pokonał Matta Morgana | Singles match | 14:45 |
| 10                                                                   | AJ Styles (c) pokonał Stinga | Singles match o TNA World Heavyweight Championship                                                                             | 13:52 |
| (c) – mistrz/mistrzyni przed walkąP – walka miała miejsce w pre-show | | |       |

### 2010
Bound for Glory (2010) – gala wrestlingu wyprodukowana przez Total Nonstop Action Wrestling (TNA). Odbyła się 10 października 2010 w Ocean Center w Daytona Beach na Florydzie. Była to szósta gala z cyklu Bound for Glory oraz dziesiąte wydarzenie pay-per-view TNA w 2010 roku.
Karta wydarzenia zapowiadała osiem walk.
| Nr                                 | Wyniki | Stypulacje                                                                               | Czas  |
| ---------------------------------- | --- | ---------------------------------------------------------------------------------------- | ----- |
| 1                                  | The Motor City Machine Guns (Alex Shelley i Chris Sabin) (c) pokonali Generation Me (Maxa i Jeremy’ego Bucków)                                                                                 | Tag Team match o TNA World Tag Team Championship                                         | 12:54 |
| 2                                  | Tara pokonała Angelinę Love (c), Velvet Sky i Madison Rayne | 4 Corners match o TNA Women’s Knockout Championship z Mickie James jako sędzią specjalną | 5:58  |
| 3                                  | Ink Inc. (Jesse Neal i Shannon Moore) pokonał Orlando Jordana i Erika Younga | Tag Team match                                                                           | 6:38  |
| 4                                  | Jay Lethal (c) pokonał Douglasa Williamsa | Singles match o TNA X Division Championship                                              | 8:16  |
| 5                                  | Rob Van Dam pokonał Abyssa | Monster's Ball match                                                                     | 12:58 |
| 6                                  | The Band (Sting, Kevin Nash i D’Angelo Dinero) pokonali Samoa Joego i Jeffa Jarretta | 3-on-2 Handicap match                                                                    | 7:45  |
| 7                                  | EV 2.0 (Tommy Dreamer, Raven, Rhino, Sabu i Stevie Richards) (z Mickiem Foleyem) pokonali Fortune (A.J. Stylesa, Kazariana, Matta Morgana, Jamesa Storma i Roberta Roode’a) (z Rikiem Flairem) | Lethal Lockdown match                                                                    | 23:38 |
| 8                                  | Jeff Hardy pokonał Mr. Andersona i Kurta Angle’a | 3-Way match o zawieszone TNA World Heavyweight Championship                              | 18:37 |
| (c) – mistrz/mistrzyni przed walką | |                                                                                          |       |

### 2011
Bound for Glory (2011) – gala wrestlingu wyprodukowana przez Total Nonstop Action Wrestling (TNA). Odbyła się 16 października 2011 w Liacouras Center w Filadelfii w stanie Pensylwania. Była to siódma gala z cyklu Bound for Glory oraz dziesiąte wydarzenie pay-per-view TNA w 2011 roku.
Karta wydarzenia składała się z ośmiu walk. Dodatkowe starcie odbyło się przed galą.
| Nr                                                                   | Wyniki | Stypulacje | Czas  |
| -------------------------------------------------------------------- | --- | --- | ----- |
| 1P                                                                   | Mexican America (Anarquia i Hernandez) (c) (z Rositą i Saritą) pokonali Ink Inc. (Jesse Neal i Shannona Moore’a) (z Toxxin) | Tag Team match o TNA World Tag Team Championship | 8:02  |
| 2                                                                    | Austin Aries (c) pokonał Briana Kendricka                                                                                   | Singles match o TNA X Division Championship | 10:27 |
| 3                                                                    | Rob Van Dam pokonał Jerry’ego Lynna                                                                                         | Full Metal Mayhem match | 13:14 |
| 4                                                                    | Crimson pokonał Samoa Joego i Matta Morgana                                                                                 | 3-Way match | 7:14  |
| 5                                                                    | Mr. Anderson pokonał Bully’ego Raya                                                                                         | Falls Count Anywhere Philadelphia Street Fight | 14:33 |
| 6                                                                    | Velvet Sky pokonała Winter (c) (z Angeliną Love), Mickie James i Madison Rayne                                              | 4-Way match o TNA Knockouts Championship z Karen Jarrett jako sędzią specjalną | 8:31  |
| 7                                                                    | AJ Styles pokonał Christophera Danielsa                                                                                     | „I Quit” match | 13:42 |
| 8                                                                    | Sting pokonał Hulka Hogana (z Rikiem Flairem) poprzez poddanie                                                              | Singles match o kontrolę nad TNA z Garrettem Bischoffem jako sędzią specjalnym Wygrana Stinga oznaczałaby przejęcie władzy przez Dixie Carter, a wygrana Hogana – opuszczenie TNA przez Stinga | 10:43 |
| 9                                                                    | Kurt Angle (c) pokonał Bobby’ego Roode’a                                                                                    | Singles match o TNA World Heavyweight Championship | 14:15 |
| (c) – mistrz/mistrzyni przed walkąP – walka miała miejsce w pre-show | | |       |

### 2012
Bound for Glory (2012) – gala wrestlingu wyprodukowana przez Total Nonstop Action Wrestling (TNA). Odbyła się 14 października 2012 w GCU Center w Phoenix w stanie Arizona. Była to ósma gala z cyklu Bound for Glory oraz dziesiąte wydarzenie pay-per-view TNA w 2012 roku.
Karta wydarzenia zapowiadała osiem walk.
| Nr                                 | Wyniki | Stypulacje                                                                                                  | Czas  |
| ---------------------------------- | --- | --- | ----- |
| 1                                  | Rob Van Dam pokonał Zemę Iona (c)                                                                                           | Singles match o TNA X Division Championship                                                                 | 8:04  |
| 2                                  | Samoa Joe (c) pokonał Magnusa poprzez poddanie                                                                              | Singles match o TNA Television Championship                                                                 | 9:15  |
| 3                                  | James Storm pokonał Bobby’ego Roode’a                                                                                       | Street Fight z Kingiem Mo jaką specjalnym enforcerem                                                        | 17:35 |
| 4                                  | Joey Ryan pokonał Al Snowa                                                                                                  | Singles match W wypadku wygranej Ryan otrzymałby kontrakt z TNA                                             | 8:32  |
| 5                                  | Chavo Guerrero i Hernandez pokonali Bad Influence (Christophera Danielsa i Kazariana) (c) oraz A.J. Stylesa i Kurta Angle’a | 3-Way Tag Team match o TNA World Tag Team Championship                                                      | 15:39 |
| 6                                  | Tara pokonała Miss Tessmacher (c)                                                                                           | Singles match o TNA Knockouts Championship                                                                  | 6:21  |
| 7                                  | Aces & Eights (D.O.C. i Knux) pokonał Stinga i Bully’ego Raya                                                               | No Disqualification Tag Team match W wypadku wygranej Aces & Eights otrzymaliby prawo wstępu do Impact Zone | 10:51 |
| 8                                  | Jeff Hardy pokonał Austina Ariesa (c)                                                                                       | Singles match o TNA World Heavyweight Championship                                                          | 23:03 |
| (c) – mistrz/mistrzyni przed walką | | |       |

### 2013
Bound for Glory (2013) – gala wrestlingu wyprodukowana przez Total Nonstop Action Wrestling (TNA). Odbyła się 20 października 2013 w Viejas Arena w San Diego w Kalifornii. Była to dziewiąta gala z cyklu Bound for Glory oraz czwarte wydarzenie pay-per-view TNA w 2013 roku.
Karta wydarzenia oferowała siedem walk oraz jedno dodatkowe starcie, mające miejsce przed rozpoczęciem transmisji pay-per-view.
| Nr                                                                   | Wyniki | Stypulacje                                                              | Czas  |
| -------------------------------------------------------------------- | --- | ----------------------------------------------------------------------- | ----- |
| 1P                                                                   | The BroMans (Robbie E i Jessie Godderz) (z Philem Heathem) wygrali walkę, eliminując Erika Younga i Josepha Parka jako ostatnich | Gauntlet match o miano pretendenckie do TNA World Tag Team Championship | 22:14 |
| 2                                                                    | Chris Sabin (z Velvet Sky) pokonał Manika (c), Austina Ariesa, Jeffa Hardy’ego i Samoa Joego                                     | Ultimate X match o TNA X Division Championship                          | 11:58 |
| 3                                                                    | The BroMans (Robbie E i Jessie Godderz) (z Philem Heathem) pokonali Gunnera i Jamesa Storma (c)                                  | Tag Team match o TNA World Tag Team Championship                        | 11:41 |
| 4                                                                    | Gail Kim pokonała ODB (c) i Brooke                                                                                               | 3-Way match o TNA Knockouts Championship                                | 10:19 |
| 5                                                                    | Bobby Roode pokonał Kurta Angle’a                                                                                                | Singles match                                                           | 20:58 |
| 6                                                                    | Ethan Carter III pokonał Norva Fernuma                                                                                           | Singles match                                                           | 3:26  |
| 7                                                                    | Magnus pokonał Magnusa | Singles match                                                           | 11:05 |
| 8                                                                    | AJ Styles pokonał Bully’ego Raya (c) (z Brooke Hogan)                                                                            | Singles match o TNA World Heavyweight Championship                      | 28:31 |
| (c) – mistrz/mistrzyni przed walkąP – walka miała miejsce w pre-show | |                                                                         |       |

### 2014
Bound for Glory (2014) – gala wrestlingu wyprodukowana przez Total Nonstop Action Wrestling (TNA). Odbyła się 12 października 2014 w Korakuen Hall w Tokio w Japonii. Była to dziesiąta gala z cyklu Bound for Glory oraz czwarte i ostatnie wydarzenie pay-per-view TNA w 2014 roku.
Karta wydarzenia zapowiadała osiem walk.
| Nr                                 | Wyniki                                                                             | Stypulacje                                 | Czas  |
| ---------------------------------- | ---------------------------------------------------------------------------------- | ------------------------------------------ | ----- |
| 1                                  | Minoru Tanaka pokonał Manika poprzez poddanie                                      | Singles match                              | 9:53  |
| 2                                  | Ethan Carter III pokonał Ryotę Hamę                                                | Singles match                              | 5:50  |
| 3                                  | MVP pokonał Kazmę Sakamoto                                                         | Singles match                              | 8:07  |
| 4                                  | Samoa Joe (c) pokonał Low Kiego i Kaza Hayashiego poprzez poddanie                 | 3-Way match o TNA X Division Championship  | 10:32 |
| 5                                  | Novus (Jiro Kuroshio i Yusuke Kodama) pokonali Andy’ego Wu i El Hijo del Pantera   | Tag Team match                             | 9:15  |
| 6                                  | Team 3D (Bully Ray i Devon) pokonali Abyssa i Tommy’ego Dreamera                   | Hardcore match                             | 12:53 |
| 7                                  | Havok (c) pokonała Velvet Sky poprzez poddanie                                     | Singles match o TNA Knockouts Championship | 6:00  |
| 8                                  | The Great Muta i Tajiri pokonali The Revolution (Jamesa Storma i The Great Sanadę) | Tag Team match                             | 14:00 |
| (c) – mistrz/mistrzyni przed walką |                                                                                    |                                            |       |

### 2015
Bound for Glory (2015) – gala wrestlingu wyprodukowana przez Total Nonstop Action Wrestling (TNA). Odbyła się 4 października 2015 w Cabaruus Arena w Concord w Karolinie Północnej. Była to jedenasta gala z cyklu Bound for Glory oraz drugie i ostatnie wydarzenie pay-per-view TNA w 2015 roku.
Karta gali zapowiadała siedem starć, a jedna dodatkowa walka odbyła się przed rozpoczęciem transmisji pay-per-view.
| Nr                                                                   | Wyniki                                                                                  | Stypulacje                                                                                      | Czas  |
| -------------------------------------------------------------------- | --------------------------------------------------------------------------------------- | ----------------------------------------------------------------------------------------------- | ----- |
| 1P                                                                   | Shawn Shultz pokonał Johna Skylera                                                      | Singles match                                                                                   | –     |
| 2                                                                    | Tigre Uno (c) pokonał Manika, DJZ i Andrew Everetta                                     | Ultimate X match o TNA X Division Championship                                                  | 10:02 |
| 3                                                                    | Tyrus wygrał walkę, eliminując Mr. Andersona                                            | 12-osobowy Bound for Gold Gauntlet match Zwycięzca zdobywa prawo do walki o wybrane mistrzostwo | 24:30 |
| 4                                                                    | The Wolves (Davey Richards i Eddiego Edwardsa) (c) pokonali Briana Myersa i Trevora Lee | Tag Team match o TNA World Tag Team Championship                                                | 11:24 |
| 5                                                                    | Bobby Roode (c) pokonał Lashleya                                                        | Singles match o TNA King of the Mountain Championship                                           | 14:17 |
| 6                                                                    | Gail Kim (c) pokonała Awesome Kong                                                      | Singles match o TNA Knockouts Championship                                                      | 10:05 |
| 7                                                                    | Kurt Angle pokonał Erika Younga poprzez poddanie                                        | No Disqualification match                                                                       | 13:10 |
| 8                                                                    | Matt Hardy pokonał Ethana Cartera III (c) i Drew Gallowaya                              | 3-Way match o TNA World Heavyweight Championship z Jeffem Hardym jako sędzią specjalnym         | 20:04 |
| (c) – mistrz/mistrzyni przed walkąP – walka miała miejsce w pre-show |                                                                                         |                                                                                                 |       |